# Kim Delaney
Pour les articles homonymes, voir Delaney.
Kim Delaney, est une actrice et productrice américaine née le 29 novembre 1961 à Philadelphie, en Pennsylvanie  (États-Unis).

## Biographie

### Débuts
Kim Delaney est née le 29 novembre 1961 à Philadelphie, en Pennsylvanie
Au début de sa carrière de mannequin, elle fut témoin dans l'affaire Marie-Josée Saint-Antoine : une Québécoise de 23 ans qui débutait également sa carrière de mannequin assassinée dans son appartement de New-York en 1982 (Source : L'Heure du Crime RTL, Qui a tuée Marie-Josée Saint-Antoine, la mannequin canadienne ?).

### Carrière
Parallèlement à ses études, Kim Delaney commence une carrière dans le mannequinat. Une fois son diplôme en poche, elle s'installe à New York où elle prend des cours d'art dramatique. Ses débuts à la télévision, elle les fait dans la série La Force du destin (All my Children).
Après de nombreuses interprétations dans des séries et des téléfilms, Kim Delaney trouve la consécration grâce à New York Police Blues. Le rôle du détective Diane Russell lui vaut même de remporter un Emmy Award en 1997. En 2001, elle est la vedette de son propre show. Elle y tient le rôle-titre de l'avocate Philly. Mais la série n'ira pas au-delà de la première saison. En 2002, elle est choisie pour jouer dans Les Experts : Miami. Remerciée au bout de dix épisodes, elle renoue avec le succès grâce au téléfilm-catastrophe "Magnitude 10.5", dont une suite est tournée en 2005.
Elle apparait régulièrement dans la série Newport Beach.
Au cinéma, la comédienne apparaît dans Mission to Mars de Brian De Palma.
Elle a été une des actrices principales de la série American Wives de 2007 à 2012.

## Filmographie
- 1981-1984, 1994 : La Force du destin (All My Children) (série télévisée) : Jenny Gardner Nelson
- 1983 : First Affair (TV) : Cathy
- 1985 : That Was Then… This Is Now : Cathy Carlson
- 1986 : The Delta Force : Sister Mary
- 1987 : Hunter's Blood : Melanie
- 1987 : L'Homme de l'année (Campus Man) : Dayna Thomas
- 1987 : Perry Mason: The Case of the Sinister Spirit (TV) : Susan Warrenfield
- 1987 : Cracked Up (TV) : Jackie
- 1987 : Christmas Comes to Willow Creek (en) (TV) : Jessie
- 1988 : The Drifter (en) : Julia Robbins
- 1988 : Le Monstre évadé de l'espace (Something Is Out There) (TV) : Mandy Estabrook
- 1988 : Mariez mes filles, s.v.p. (Take My Daughters, Please) (TV) : Evan
- 1990 : Tour Of Duty - L'Enfer du devoir : Alex Devlin
- 1991 : Hangfire : Maria
- 1991 : Body Parts : Karen Chrushank
- 1992 : The Broken Cord (TV) : Suzanne
- 1992 : Business Woman (Lady Boss) (TV) : Lucky Santangelo
- 1992 : The Fifth Corner (série télévisée) : Erica Fontaine
- 1993 : Disparition en haute mer (The Disappearance of Christina) (TV) : Lilly Kroft
- 1994 : The Force : Sarah Flynn
- 1994 : Temptress : Karin Swann
- 1994 : Darkman 2 : Le retour de Durant (Darkman II: The Return of Durant) (vidéo) : Jill Randall
- 1995 à 2003 : New York Police Blues (132 épisodes) : Diane Russell
- 1995 : Serial Killer : Selby Younger
- 1995 : Jalousie meurtrière (Tall, Dark and Deadly) (TV) : Maggie Springer
- 1995 : Project: Metalbeast : Anne De Carlo
- 1996 : Meurtres, mode d'emploi (Closer and Closer) (TV) : Kate Saunders
- 1997 : La Vérité à double tranchant
- 1997 : All Lies End in Murder (TV) : Meredith 'Mere' Scialo
- 1997 : The Devil's Child (TV) : Nikki DeMarco
- 2000 : Mission to Mars : Maggie McConnell
- 2001 : Intime trahison (Love and Treason) (TV) : Lt. Kate Timmons
- 2001-2002 : Philly (22 épisodes) : Kathleen Maguire
- 2002 : Les Experts : Miami (saison 1 ; dix premiers épisodes) : Megan Donner
- 2004 : Sudbury (TV) : Sally Owens
- 2004 : Infidelity (TV) : Danielle Montet
- 2004 : Magnitude 10.5 (10.5) (TV) : Dr. Samantha Hill
- 2005 : Newport Beach (The O.C.) (5 épisodes) : Rebecca Bloom
- 2006 : Magnitude 10,5 : L'Apocalypse (10.5: Apocalypse) (TV) : Dr Samantha Hill
- 2006 : Rêves et Cauchemars (Nightmares and Dreamscapes: From the Stories of Stephen King) (épisode : You Know They Got a Hell of a Band) : Mary Rivingham
- 2007 : New York, unité spéciale : "Capitaine Julia Millfield" (saison 8, épisodes 16 et 19)
- 2007 à 2012 : American Wives (104 épisodes) : Claudia Joy Holden
- 2011 : Finding a Family (TV) : Ileana
- 2015 : To Appomattox (4 épisodes) : Mary Todd Lincoln
- 2016 : First Murder (deux épisodes) : Dr Nancy Redman
- 2017 : Signed, Sealed, Delivered: Home Again (TV) : Kim Kellser
- 2017 : God Bless the Broken Road de Harold Cronk : Patti Hill
- 2018 : Chicago Fire : Jennifer Sheridan, mère de Kelly Severide

## Distinctions

### Récompenses
- 1997 : Primetime Emmy Award de la meilleure actrice dans un second rôle dans une série dramatique

### Nominations
- 1983 : en:Daytime Emmy Award for Outstanding Supporting Actress in a Drama Series
- 1995 : Screen Actors Guild Award de la meilleure distribution pour une série télévisée dramatique
- 1996 : Screen Actors Guild Award de la meilleure actrice dans une série télévisée dramatique
- 1996 : Screen Actors Guild Award de la meilleure distribution pour une série télévisée dramatique
- 1997 : Primetime Emmy Award de la meilleure actrice dans un second rôle dans une série télévisée dramatique
- 1997 : Satellite Award de la meilleure actrice dans une série dramatique
- 1997 : Screen Actors Guild Award de la meilleure actrice dans une série télévisée dramatique
- 1997 : Screen Actors Guild Award de la meilleure distribution pour une série télévisée dramatique
- 1998 : Golden Globe de la meilleure actrice dans une série télévisée dramatique
- 1998 : Primetime Emmy Award de la meilleure actrice dans un second rôle dans une série télévisée dramatique
- 1998 : Satellite Award de la meilleure actrice dans une série télévisée dramatique
- 1998 : Screen Actors Guild Award de la meilleure actrice dans une série télévisée dramatique
- 1998 : Screen Actors Guild Award de la meilleure distribution pour une série télévisée dramatique
- 1999 : Golden Globe de la meilleure actrice dans une série télévisée dramatique
- 1999 : Primetime Emmy Award de la meilleure actrice dans un second rôle dans une série télévisée dramatique
- 1999 : Screen Actors Guild Award de la meilleure distribution pour une série télévisée dramatique
- 2002 : Satellite Award de la meilleure actrice dans une série télévisée dramatique (Philly)